# Tocofobia
La tocofobia, dai termini greci tocòs (parto) e fobos (paura, timore), è un tipo di fobia che coincide con la paura del parto. È caratteristica delle nullipare ma può colpire anche una donna nei parti successivi al primo.
Il termine si sta facendo strada nella letteratura scientifica a partire da un articolo del 2000 nel British Journal of Psychiatry.
Si fa una distinzione fra:
- tocofobia primaria: precede la gravidanza e può ritardare o evitare la decisione di avere dei figli;
- tocofobia secondaria: segue un'esperienza di parto particolarmente traumatica.

La tocofobia viene spesso menzionata in relazione al dibattito sul diritto della donna a decidere la propria modalità di parto, se naturale, con anestesia peridurale, o con un taglio cesareo elettivo. Attualmente, le decisioni in merito da parte del personale sanitario variano a seconda della struttura ospedaliera.